# یواس‌اس تی-۲ (اس‌اس-۶۰)
یواس‌اس تی-۲ (اس‌اس-۶۰) (به انگلیسی: USS T-2 (SS-60)) یک زیردریایی بود که طول آن ۲۶۸ فوت ۹ اینچ (۸۱٫۹۲ متر) بود. این زیردریایی در سال ۱۹۱۹ ساخته شد.